# Dobuané

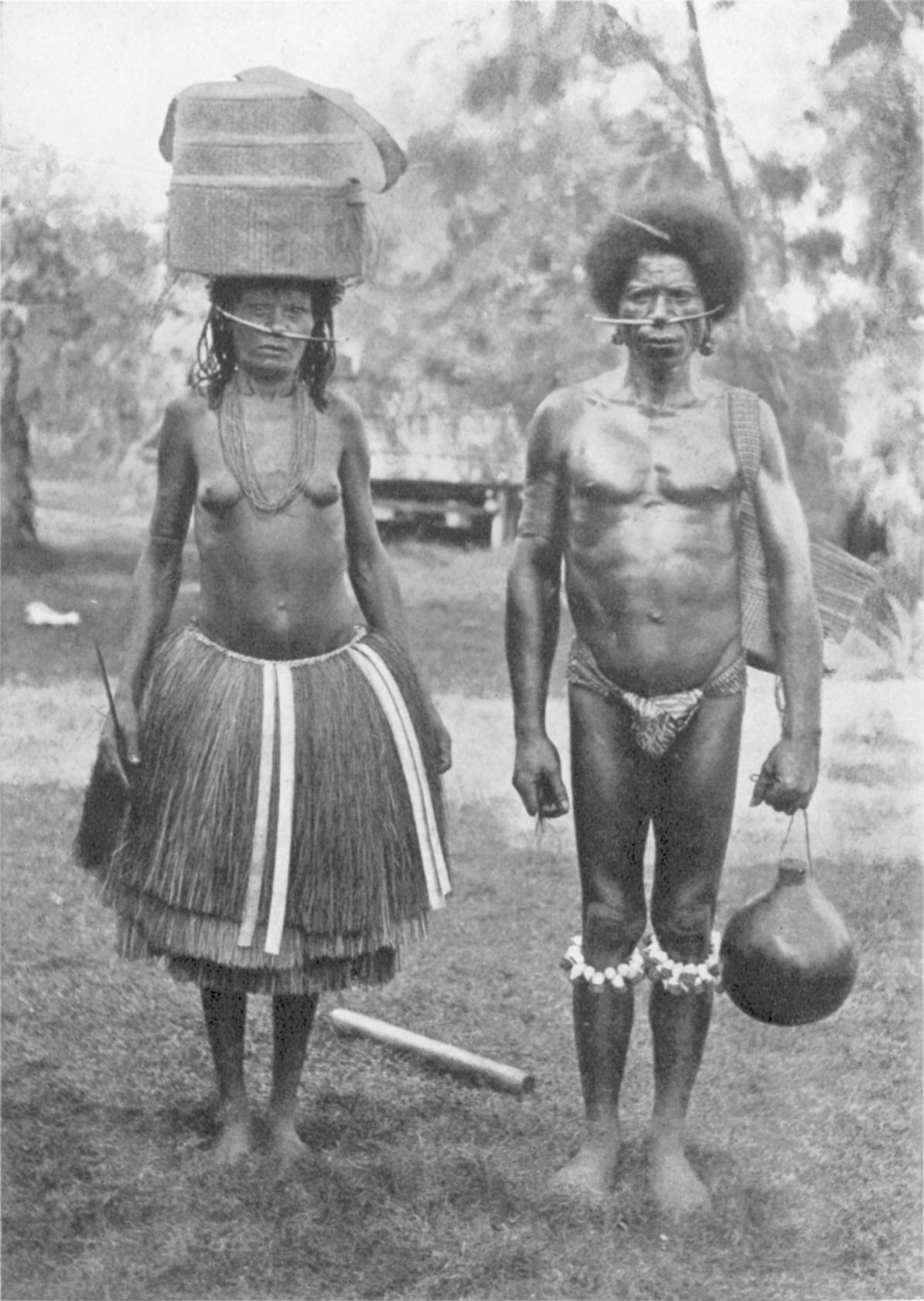
Dobunský náčelník Gaganamole a manželka přibližně v roce 1900
Autor: George Brown

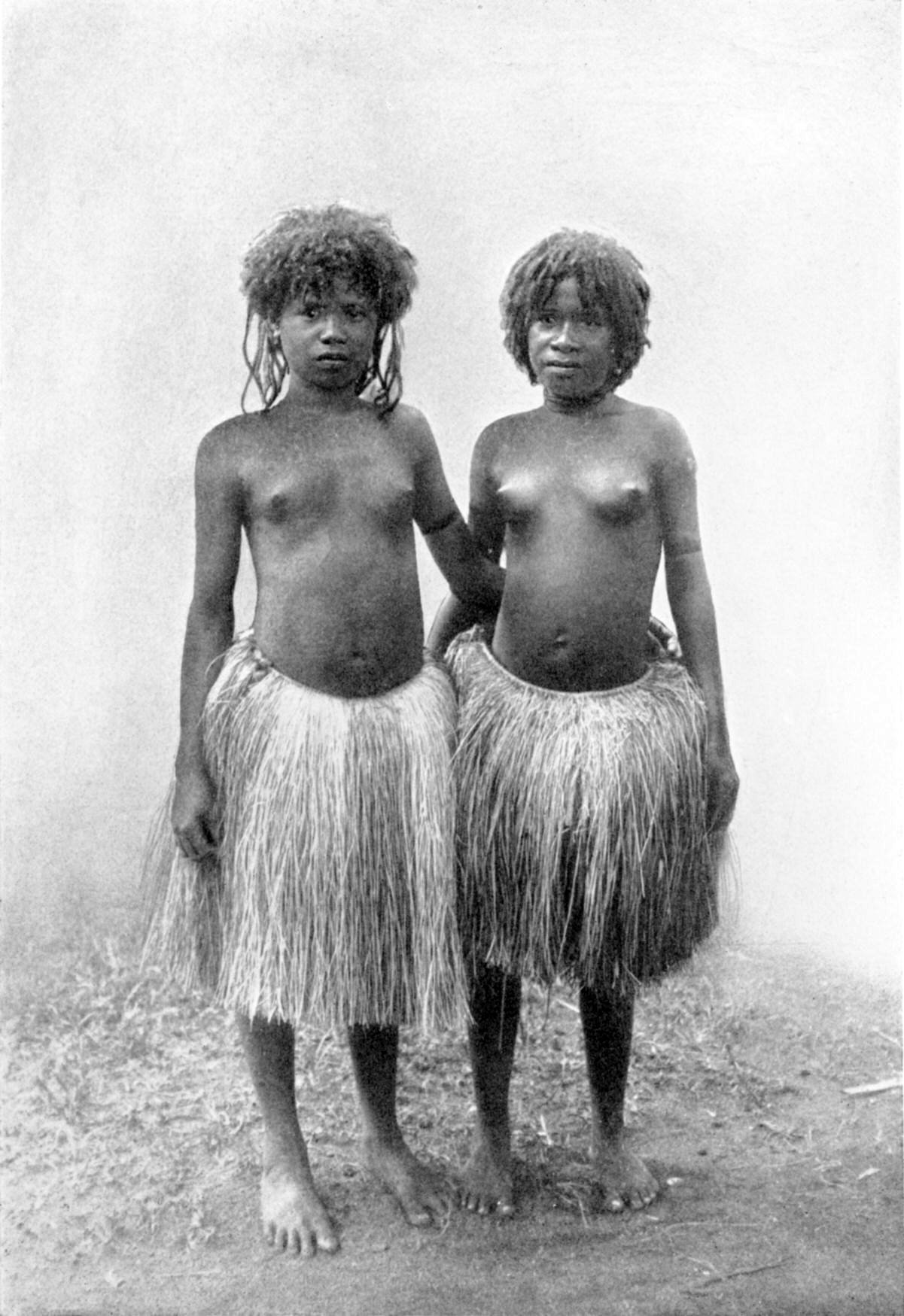
Dvě typické dobuanské dívky přibližně v roce 1908
Autor: George Brown

Dobuané je kmen nacházející se na ostrově Dobu patřící ke státu Papua Nová Guinea. Patří mezi nejjižnější kmeny severozápadní Melanésie.

## Lidé na ostrově Dobu v minulosti
Dobuané nemají dobrou pověst. Jejich ctnostmi jsou zlomyslnost, divokost, sobeckost, nedůvěřivost, žárlivost, záludnost a rozmrzelost. Je však mylné se domnívat, že Dobuané nemají žádný systém, žádnou hierarchii a neuznávají žádné zákony. Dobuanská společnost je uspořádána do soustředných kruhů a v každém jsou povoleny přesně dané tradiční projevy nepřátelství. Ovšem nikdo nebere právo do vlastních rukou. Největším fungujícím dobuanským uskupením je skupina přibližně čtyř až dvaceti vesnic, které vystupují pod jedním názvem a které tvoří válečnou jednotku, samozřejmě nepřátelskou vůči ostatním jednotkám. Pouze jedinou službu si tyto lokality mezi sebou prokazují – z nepřátelské vesnice bývá obvykle povoláván jejich věštec, aby rozhodl, kdo je zodpovědný za něčí smrt či vážnou chorobu.
Ovšem na Dobuany číhá největší nebezpečí mezi jejich vlastními lidmi, jejich sousedy a těmi nejbližšími. Ti si totiž vzájemně působí škody, ničí si úrodu, způsobují nemoci či dokonce smrt, vyvolávají zmatek při hospodářských činnostech apod. Všichni mají své zvláštní jedinečná kouzla, která téměř nepřetržitě využívají, ačkoliv nevěří, že jejich čáry působí mimo jejich vesnici či uskupení vesnic.
Dobuanská společnost je přísně matrilineární a ve středu dobuanských vesnic bývá obvykle hřbitov, kde leží ženy a muži z matčiny linie, kteří vesnici za jejich života vlastnili.
Společnost kmene Dobu je tedy ovládána vlastnostmi, které naše západní kultura běžně pokládá za špatné a tuto společnost označujeme jako paranoidní typ kultury. Veškeré bytí je pro Dobuany pouhým bezohledným bojem o život a každá výhoda bývá získána na úkor někoho druhého – tento boj je veden tiše a skrytě, a o to je záludnější. Za dobrého a úspěšného člověka je v dobuanské kultuře považován ten, který dokáže podvést druhého.
Jakékoliv setkání muže se ženou je považováno za nedovolené, ovšem muži mají právo svést jakoukoliv ženu, která před nimi neuteče.

## Postoje k manželství
Svatba je pro Dobuany velice významná změna, která zasahuje do jejich každodenního života. Vstoupit do manželství mohou jen ti Dobuané, kteří nepatří do své susu, ovšem oba manželé musí patřit do stejné lokality. Proto sňatek obvykle spojuje dvě znepřátelené vesnice (nepřátelství mezi nimi se ovšem nijak nezmenšuje).
Prvním konkrétním krokem k uzavření manželství musí učinit nejprve tchyně, a to tehdy, když zabrání mladíkovi, spícímu s její dcerou, odejít z domu – jednoduše se postaví do svých dveří a znemožní mladíkovi odchod z domu. Na tento čin bezprostředně navazuje zasnoubení, které spočívá v tom, že vesničané přijdou k domu ženy stojící nehybně ve svých dveřích, shromáždí se tam a půl hodiny upřeně sledují mladou dvojici sedící na rohoži na zemi. Poté se vesničané rozejdou, čímž je dvojice oficiálně zasnoubena a chycený mladík musí od nynějška brát na vědomí nároky ze strany vesnice své budoucí manželky.
Nové povinnosti budoucího manžela spočívají především v práci. Musí nejprve založit zahradu a ještě se starat o zahradu ležící v jeho vesnici. Není mu dovoleno jíst společně s ostatními a bývá často ponižován. Tato situace může trvat rok i déle. Ovšem nové povinnosti zasnoubením nevznikají jen budoucímu manželovi, ale také jeho příbuzným, kteří musí opatřit cenný svatební dar a vše pro nově založenou zahradu.
Sňatku tedy ještě předchází přinesení svatebního daru do vesnice nevěsty, kam je dopraven ženichovými bratry a sestrami, matkou mladíka a jejími bratry a sestrami. Dar putuje do nevěstiny susu, ovšem mezi oběma rodinami nedochází téměř k žádnému kontaktu a pokud ano, tento kontakt je obvykle nepřátelský a velice formální.
S podobnou zarputilou formálností probíhá i sňatek samotný. Nevěstino susu se musí se značným množstvím syrových potravin vydat do ženichovy vesnice a vymést. Další den k nim pro změnu přijdou ženichovi příbuzní a na oplátku je obdarují sladkými brambory. Svatební obřad u Dobuanů spočívá v tom, že ženich dostane od tchyně sousto jídla, které sama uvařila. Nevěsta sní zase sousto jídla od své tchyně a sňatek je nyní právoplatně uzavřený. Výměna svatebních darů mezi vesnicemi se opakuje rok co rok.
Manželské dvojice na Dobu sdílejí společné přístřeší a své soukromí si přísně střeží. Společně zajišťují sklizeň pro svou obživu a obživu svých dětí. Ovšem stále platí, že každý Dobuan je vázán silným poutem loajality ke své vlastní susu, což má za následek, že manželská dvojice žije od svatby střídavě ve vesnici manžela i manželky (vždy po roce následuje stěhování do druhé vesnice). Každým druhým rokem má tedy jeden z manželů podporu vlastní susu, ovládá situaci, zatímco ten druhý žije skromně v pozadí a je ve vesnici pouze tolerován a všemožně ponižován. Např. jej mohou všichni vlastníci vesnice nazývat jménem, zatímco on se jejich jména nesmí odvážit ani vyslovit, je všemožně zesměšňován a kárán a vesnice je s ním prakticky vždy nespokojená. Tento Dobuan na oplátku začne žárlit na svého manžela či manželku, začne ji/jeho podezřívat z nevěry (obvykle oprávněně), nechává partnera sledovat podplacenými dětmi, které mu pravidelně referují o chování partnera. Jestliže je nevěrou rozhořčen manžel, rozbíjí manželce hrnce, pokud je podváděna manželka, ta na oplátku ubližuje manželovu psu. K hádkám dochází mezi manželi téměř nepřetržitě a spory obvykle vrcholí manželovým odchodem z vesnice, jeho dramatickým pokusem o sebevraždu a návratem domů.

## Postoje k majetkovým záležitostem
Dobuanský náhled na majetek se nejlépe analyzuje v jejich přístupu k dědičnému vlastnictví sladkých brambor. Ty se dědí v rámci susu, přičemž každý obdělává vlastní pozemek, na kterém vysazuje vlastní zděděné batáty a snaží se jejich růst urychlit kouzelnými zaříkávacími formulemi, které se taktéž dědí v rámci susu. Každý z manželů uchovává svou vlastní sadbu z loňské úrody a zodpovídá za vlastní sklizeň, přičemž nové plody vyrostou jen díky zděděným magickým formulím. Největším zločinem, jakého se Dobuan může dopustit, je konzumace sadbových batátů, poněvadž jejich ztráta je prakticky nenahraditelná. Takovýto jedinec pozbude práva obrátit se na svou susu, aby ztrátu vyrovnala, a je do konce svého života nucen paběrkovat.
Neúroda v partnerově zahradě nebývá tolerována a vždy vede k vleklým a hlasitým hádkám a nezřídka také k rozvodu manželství.

## Postoje k hospodářské směně
V oblasti hospodářské směny panují jednoduchá pravidla: každý Dobuan z celého srdce touží po úspěchu a vášnivě zazlívá úspěch druhému člověku. Hromadění zboží je však na Dobu vyloučeno. Podobně vyloučeno je také vychloubání se vlastními úspěchy – dobrou sklizní apod. Toto má totiž obvykle za následek zásah prostřednictvím kouzel, který má fatální následky. Ideální obchodní taktikou tzv. systém zástupných předmětů procházejících rukama každého jedince – které se ovšem nemohou stát jeho trvalým vlastnictvím. Jinak funguje systém kula, který je užíván také na Trobriandských ostrovech.
Kula probíhá v okruhu ostrovů, kolem nichž každého půl roku jeden druh cenností (náhrdelníky a náramky) putuje jedním směrem a druhý druh cenností putuje směrem opačným. Muži z každého ostrova podnikají dlouhé plavby, přičemž každý má svého obchodního partnera v obou směrech. Tyto plavby jsou podnikány v období, kdy jsou batáty již zasazeny v zemi, ale ještě jim není třeba bránit v odchodu ze zahrady kouzly. Prodávané cennosti nakonec proputují celý obvod obchodní trasy. Výměna samotného zboží (leštěný diorit, čluny, hrnčířství, zpracování dřeva, míchané barvy,…) probíhá obvykle skrytě, a to souběžně s rituální výměnou již popisovaných cenností. Zásadním poznatkem o systému kula je to, že to není obchodní transakce, je to slib předání obdržené cennosti někomu jinému až k tomu nastane vhodná příležitost.
Navzdory svým plavbám nejsou Dobuané dobrými námořníky, snaží se nevzdalovat se příliš od pevniny a každý večer se vyloďují na pobřeží. Existují zde samozřejmě kouzla určená k přivolávání příznivého větru.